# Liselotte Fröjd
Liselotte Maria Fröjd, född 5 oktober 1966, är en svensk politiker (moderat). Sedan 2015 är hon kommunalråd och kommunstyrelsens ordförande i Tanums kommun .